# 大津輪胎
大津輪胎株式會社（日語：オーツタイヤ株式会社）為日本曾經存在的輪胎與橡膠用品製造商，該公司已經於2003年7月1日被住友橡膠公司收購。
該公司之輪胎品牌為Falken，臺灣市場翻譯成「飛隼」，中國與香港地區則翻譯成「飛勁」。

## 公司概況
大津輪胎之公司總部位於大阪府泉大津市，其品牌名稱為「Falken」，現在則納入住友橡膠旗下之品牌。大津輪胎公司之前身為成立於1944年的「大日本飛機輪胎公司」（（日語）大日本航空機タイヤ株式会社），直到1983年開始使用Falken品牌，並於兩年後進軍北美洲市場，專攻汽車性能輪胎之區隔市場。
2003年7月1日起被住友橡膠公司併購，並改組成登祿普大津輪胎公司（Dunlop Falken Tires, Ltd.），下轄飛勁輪胎公司（Falken Tire Corporation）。如今飛勁輪胎公司在美國的總部位於加州方塔納（Fontana, California），另外在田納西州、紐澤西州與德州皆設有倉庫。而在日本境內，則設有泉大津和宮崎兩座工廠。

## 公司沿革
- 1944年5月：由大日本紡織公司（日语：ユニチカ）及內外橡膠公司（日语：内外ゴム）共同出資成立大日本飛機輪胎公司（（日語）大日本航空機タイヤ株式会社），而工廠廠房為大日本紡織之大津整毛工廠改建而成，該廠房乃自1935年1月起營業的日本整毛工業公司接手而來。
- 1945年8月：改稱「大津橡膠工業」（（日語）大津ゴム工業），並改生產汽車用輪胎。
- 1962年7月：改稱「大津輪胎」（（日語）オーツタイヤ）。
- 1976年11月：在宮崎縣都城市開設宮崎工廠。
- 2003年3月：被住友橡膠併購，改組成登祿普飛隼輪胎公司（Dunlop Falken Tires, Ltd.），下轄飛勁輪胎公司（Falken Tire Corporation）。
- 2010年1月：住友橡膠整併登祿普飛隼輪胎公司及SRI混合公司兩家公司。

## 分工廠
※ 括弧内為現行名稱：
- 總部：泉大津工廠（住友橡膠工業泉大津工廠）
  - 大阪府泉大津市河原町9-1
- 宮崎工廠（住友橡膠工業宮崎工廠）
  - 宮崎縣都城市都北町3

## 相關連結
- 住友橡膠
- 登祿普輪胎

## 外部連結
- 臺灣官方網站（页面存档备份，存于）
- （日語）日本官方網站（页面存档备份，存于）
- 英文官方網站（页面存档备份，存于）